# Andrea Mátayová
Andrea Mátayová (* 27. září 1955, Budapešť) je bývalá maďarská atletka, halová mistryně a vicemistryně Evropy ve skoku do výšky.
V roce 1973 skončila na juniorském mistrovství Evropy v Duisburgu těsně pod stupni vítězů, čtvrtá. Na čtvrtém místě se umístila také na halovém ME 1977 v San Sebastiánu i na halovém ME 1978 v Miláně. Na mistrovství Evropy v Praze obsadila výkonem 185 cm šesté místo.
V roce 1979 se stala ve Vídni halovou mistryní Evropy, když ve finále jako jediná překonala 190 cm a výkonem 192 cm vybojovala zlato. Druhá Urszula Kielanová z Polska skočila 185 cm a Ulrike Meyfarthová ze Západního Německa získala bronz za 180 cm, díky lepšímu technickému zápisu před ostatními pěti výškařkami. V témž roce získala zlatou medaili také na světové letní univerziádě v Ciudad de México.
V roce 1980 na halovém ME v Sindelfingenu vybojovala stříbrnou medaili, když prohrála jen s Italkou Sarou Simeoniovou. Na letních olympijských hrách v Moskvě 1980 skončila ve finále desátá. Reprezentovala již na letní olympiádě v Montrealu v roce 1976, kde se umístila na devátém místě.

## Osobní rekordy
- hala - (198 cm - 17. února 1979, Budapešť)
- venku - (194 cm - září 1979, Ciudad de México)